# كيسي ياكوبسن
كيسي ياكوبسن (بالإنجليزية: Casey Jacobsen)‏ مواليد 19 مارس 1981 في غليندورا، هو لاعب كرة سلة أمريكي معتزل بدأ مسيرته الاحترافية في سنة 2002. تم اختياره من قبل فريق فينيكس صنز خلال الدرافت. يبلغ طوله 6 قدم 6 بوصة (2.0 م). اعتزل اللعب في 2014.

## المسيرة الاحترافية
لعب مع فينيكس صنز من سنة 2002 إلى 2005، ثم لعب مع نيو أورلينز بيليكانز في سنة 2005، ثم لعب مع ساسكي باسكونيا في الدوري الإسباني في موسم 2005–2006، ثم لعب مع بروس باسكتس في الدوري الألماني في موسم 2006–2007، ثم لعب مع ميمفيس غريزليس في موسم 2007–2008، ثم لعب مع ألبا برلين في الدوري الألماني في موسم 2008–2009، ثم لعب مع بروس باسكتس من سنة 2009 إلى 2014.

## إحصائيات المسيرة

### الموسم الاعتيادي
| السنة   | الفريق               | لعب | بدأ  | دقيقة | ميداني% | ثلاثية | حرة  | ارتداد | صنع | استلاب | تصدي | نقطة |
| ------- | -------------------- | --- | ---- | ----- | ------- | ------ | ---- | ------ | --- | ------ | ---- | ---- |
| 2002–03 | فينيكس صنز           | 72  | 0    | 15.9  | .373    | .315   | .686 | 1.2    | 1.0 | .5     | .1   | 5.1  |
| 2003–04 | فينيكس صنز           | 78  | 13   | 23.4  | .417    | .417   | .820 | 2.6    | 1.3 | .6     | .1   | 6.0  |
| 2004–05 | فينيكس صنز           | 40  | 0    | 19.2  | .414    | .382   | .774 | 1.7    | .9  | .3     | .0   | 5.3  |
| 2004–05 | نيو أورلينز بيليكانز | 44  | 1    | 23.4  | .398    | .364   | .792 | 2.3    | 1.7 | .5     | .2   | 7.6  |
| 2007–08 | ميمفيس غريزليس       | 53  | 0    | 10.3  | .339    | .222   | .765 | 1.2    | .4  | .1     | .0   | 2.0  |
| المسيرة |                      | 14  | 18.5 | .393  | .352    | .769   | 1.8  | 1.1    | .4  | .1     | 5.2  |      |

### الأدوار الإقصائية
| السنة   | الفريق     | لعب | بدأ | دقيقة | ميداني% | ثلاثية | حرة  | ارتداد | صنع | استلاب | تصدي | نقطة |
| ------- | ---------- | --- | --- | ----- | ------- | ------ | ---- | ------ | --- | ------ | ---- | ---- |
| 2002–03 | فينيكس صنز | 6   | 0   | 6.5   | .200    | .400   | .000 | .5     | .3  | .5     | .0   | 1.0  |
| المسيرة |            | 6   | 0   | 6.5   | .200    | .400   | .000 | .5     | .3  | .5     | .0   | 1.0  |

## روابط خارجية
- كيسي ياكوبسن على موقع الاتحاد الدولي لكرة السلة (الإنجليزية)
- كيسي ياكوبسن على موقع الدوري الأوروبي لكرة السلة (الإنجليزية)
- كيسي ياكوبسن على موقع إن بي أي (الإنجليزية)
- كيسي ياكوبسن على موقع سبورتس رفرنس (الإنجليزية)
- كيسي ياكوبسن على موقع الدوري الإسباني لكرة السلة (الإسبانية)
- كيسي ياكوبسن على موقع كرة السلة الأوروبية.كوم (الإنجليزية)
- كيسي ياكوبسن على موقع كلية كرة السلة في سبورتس رفرنس.كوم (الإنجليزية)
- كيسي ياكوبسن على موقع ريلجم (الإنجليزية)
- كيسي ياكوبسن على موقع بروبوليرز (الإنجليزية)
- كيسي ياكوبسن على موقع سبورتس رفرنس (الإنجليزية)